# Le Fils du cordonnier

Le Fils du cordonnier est une mini-série dramatique française de trois épisodes écrite et réalisée par Hervé Baslé, diffusée à partir du 25 décembre 1994 sur France 2.
Tourné dans la région de Bécherel et à Miniac sous Bécherel.

## Synopsis
Au début du XXe siècle dans la Bretagne, la pauvreté oblige le cordonnier Célestin et sa femme Joséphine à confier leur fils de deux ans, Pierre, aux sœurs de Saint-Vincent de Paul qui finit par être sevré grâce aux bonnes attentions des sœurs en particulier Sœur Armelle.
Après la mort de Joséphine, Celestin  va confier Pierre à un couple malhonnête Jules et Charlotte chez qui il travaillera dur à l'âge de ses douze ans. 
Lorsque Célestin annonce qu'il se remarie,Jules tient à honorer tous les frais du mariage. Non sans une idée en tête... le soir des noces il tente de violer Finette la sœur aînée de Pierre, il est arrêté in extremis par Pierre. Jules, ayant tant bu au mariage qu'il est ivre, et de colère il bat toutes ses vaches qui finissent par le piétiner. Pierre prend peur et s'enfuit dans la campagne.
Confondu avec un gibier, il écope d'un tir de carabine dans le mollet. L'accident ayant été causé par le personnel du comte local, le garçonnet est soigné par le châtelain et sa femme. 
Mutique, Pierre refuse de parler à des gens qui l'ont pourtant soigné et aimé. 
Célestin finit par apprendre où se trouve son fils et part le chercher avec sa nouvelle épouse Léontine. Seulement dormir à la belle étoile a rendu Pierre malade : il est atteint d'une pleurésie il doit donc aller à l'hôpital.
Désormais âgé de 12 ans, Pierre est admis avec les hommes (il retrouve donc Jules).
Toujours perturbé par l'agression dont il a été témoin, Pierre parle durant son sommeil, Jules l'entend et vient l'effrayer durant la nuit.
Cela ne dure guère car Jules bien que désormais hémiplégique finit par rentrer chez lui.
Grâce aux bons soins de Sœur Armelle, Pierre finit par guérir et est visité par sa famille et les châtelains durant sa convalescence à l'hôpital.
Sorti de l'hôpital, Pierre reprend l'école et se rend régulièrement chez les châtelains pour étudier dans leur bibliothèque car il souhaite devenir médecin.
Pendant ce temps Jules ne supportant pas le handicap, décide de vendre sa ferme : bêtes et biens.
Malgré les mauvais traitements infligés par Jules à Pierre, ce dernier revient le voir à sa sortie de l'hôpital.
Pris de remords, Jules remets 2000F à Pierre à l'issue de la vente. 
Après ce «dédommagement» et le départ de Pierre, Jules se tire une balle dans la tête trop torturé par les remords et ne supportant pas d'être inapte.
Reçu 1er au certificat d'études, Pierre fait désormais la fierté de Léontine, Célestin et celle des châtelains.

## Fiche technique
- Titre français : Le Fils du cordonnier
- Réalisation : Hervé Baslé
- Scénario : Hervé Baslé
- Musique : Pierre Dutour et Hervé Gallo
- Société de production : France 2
- Société de distribution : France 2
- Pays d'origine :  France
- Langue originale : français
- Format : Couleur
- Genre : Drame
- Durée : 300 minutes
- Date de diffusion : 
  - France : 25 décembre 1994

## Distribution
- Arnaud Collet : L'écolier qui se fait tirer l'oreille
- Andrzej Seweryn : Célestin, le cordonnier, père de Pierre
- Robinson Stévenin : Pierre
- Florian Roux : Pierre bébé
- Roland Blanche : Jules
- Denise Chalem : Joséphine, mère de Pierre
- Anne Jacquemin : Sœur Armelle
- Paul Crauchet : Le docteur Gaudeul
- Nadine Alari : La mère supérieur du couvent de Saint-Vincent de Paul
- Michèle Gleizer : Charlotte
- Roger Dumas : Monsieur Courtois
- Françoise Seigner	: Madame Courtois
- Catherine Arditi : Léontine
- Marina Golovine : Finette
- Geneviève Mnich : Mme Gervin

## Adaptation
Le réalisateur Hervé Baslé reprend son scénario pour le transformer en son premier roman du même titre qu'il publie en 1998 chez Lattès.